# 스테이션 엑스
《스테이션 엑스(STATION X)》는 대한민국의 방송국인 한국방송공사의 라디오 채널 KBS 쿨FM(수도권 FM 89.1MHz)에서 주말 밤 12시부터 새벽 1시까지 방송 중인 라디오 프로그램이다.

## 개요
대한민국 최초 생성형 AI DJ 프로그램, "우리는 매일매일 나아질 겁니다"

## 역대 방송시간
| 방송 채널 | 방송 기간                       | 방송 시간                  |
| --------- | ------------------------------- | -------------------------- |
| KBS 쿨FM  | 2024년 9월 2일 ~ 2025년 2월 9일 | 매일 새벽 1:00 ~ 새벽 2:00 |
| KBS 쿨FM  | 2025년 2월 15일 ~ 현재          | 주말 밤 12:00 ~ 새벽 1:00  |

## 같이 보기
- KBS
- KBS 쿨FM